# Luis Aceves Castañeda
Luis Aceves Castañeda (Aguascalientes, México; 1913 - Ciudad de México; 16 de septiembre de 1973) fue un actor mexicano de la época de oro del cine mexicano. Fue ganador de un Premio Ariel de la Academia Mexicana de Cine.

## Biografía
Luis Aceves Castañeda, nació en la ciudad de Aguascalientes en 1913. Siendo joven trabajó en Ferrocarriles Nacionales de México en el departamento de tráfico, donde hizo amistad con Pedro Armendáriz y Carlos López Moctezuma, que también laboraban ahí; fueron ellos quienes más tarde, ya considerados primeras figuras de la actuación, lo recomendaron para su ingreso al cine. La primera cinta donde participó fue La casa de la zorra (1945), protagonizada por Ricardo Montalbán y Susana Guízar. Más tarde, Armendáriz lo presenta con el célebre director Emilio "El Indio" Fernández, y este lo integró al elenco de la película Pueblerina (1948); protagonizada por Columba Domínguez y donde Aceves tuvo el papel del villano principal. Gracias a esta cinta Aceves Castañeda dio a conocer su talento. Con Fernández trabajó también en Salón México (1949), La malquerida (1949), Islas Marías (1951), Reportaje (1953) y La rebelión de los colgados (1954).
Sus trabajos con "El Indio" sirvieron como carta de presentación para que fuera requerido por otros directores de renombre. Así trabajó con Julio Bracho en Felipe de Jesús (1949) y La posesión (1949), con Rogelio A. González en Un rincón cerca del cielo (1952), con Roberto Gavaldón en Macario (1960) y con Luis Buñuel, que se convirtió en el director con quien más trabajó, en Subida al cielo (1952), Abismos de pasión (1954), La muerte en este jardín (1956), Nazarín (1959), La fièvre monte à El Pao (1959) y Simón del desierto (1965), que fue su última aparición en cine. En 1957 participó en la trilogía de películas sobre La momia azteca, protagonizadas por un antiguo compañero ferrocarrilero, el galán trágico del cine fantástico mexicano Ramón Gay, en las que personificó al demente Doctor Krupp; en la actualidad, estas películas son consideradas de culto.
Aceves Castañeda pasó sus últimos años dirigiendo la compañía de teatro que fundó. Murió en la Ciudad de México en 1973. A lo largo de su trayectoria, logró trabajar con las más importantes figuras del cine mexicano, incluidas Marga López, Miroslava, Roberto Cañedo, Silvia Pinal, Pedro Infante, Dolores del Río, Jorge Negrete, Elsa Aguirre, David Silva, María Antonieta Pons, Lilia Prado, Irasema Dilián y Jorge Mistral, entre otras.

## Filmografía
- Simón del desierto (1965)
- Attack of the Mayan Mummy (1964)
- Santo contra el cerebro diabólico (1963)
- Cielo rojo (1962)
- El proceso de las señoritas Vivanco (1961)
- Macario (1960)
- La fièvre monte à El Pao (1959)
- Nazarín (1959)
- La momia azteca contra el robot humano (1958)
- La maldición de la momia azteca (1957)
- La momia azteca (1957)
- La justicia del gavilán vengador (1957)
- Camino del mal (1957)
- La muerte en este jardín (1956)
- Orgullo de mujer (1956)
- La doncella de piedra (1956)
- La sombra de Cruz Diablo (1955)
- La rebelión de los colgados (1954)
- La bruja (1954)
- Un minuto de bondad (1954)
- Abismos de pasión (1954)
- Reportaje (1953)
- Padre nuestro (1953)
- Un rincón cerca del cielo (1952)
- Subida al cielo (1952)
- Sentenciado a muerte (1951)
- Islas Marías (1951)
- Pecado (1951)
- Una mujer decente (1950)
- El amor no es ciego (1950)
- Piña madura (1950)
- Lluvia roja (1950)
- La posesión (1950)
- La malquerida (1949)
- Rayito de luna (1949)
- El miedo llegó a Jalisco (1949)
- Felipe de Jesús (1949)
- Pueblerina (1949)
- Negra consentida (1949)
- Salón México (1949)
- Juan Charrasqueado (1948)
- Amar es vivir (1946)
- La casa de la zorra (1945)

## Reconocimientos

### Premios Ariel
| Año  | Película             | Categoría             | Resultado |
| ---- | -------------------- | --------------------- | --------- |
| 1952 | Sentenciado a muerte | Actor de cuadro       | Ganador   |
| 1953 | Subida al cielo      | Coactuación masculina | Nominado  |